# Cen jezik
Cen jezik (ISO 639-3: cen; chen), novopriznati jezik nigersko-kongoanske porodice kojim govori oko 2 000 ljudi u nigerijskoj državi Plateau, s glavnim središtem u selu Duruk Kamang, jugoistočno od Josa.
Najsličniji je jeziku izere [izr] s kojim pripada južnoj centralnoj podskupini centralnih plateau jezika. Priznat je 2007. godine.

## Vanjske poveznice
Ethnologue (16th)